# Joseph Stenhouse
Joseph Russell Stenhouse, DSO, OBE, DSC, RD, RNR (1887–1941) foi um marinheiro escocês, oficial da Marinha Real Britânica e explorador da Antárctida, que comandou o navio do Grupo do Mar de Ross, SY Aurora, durante os 283 dias em que esteve à deriva preso no gelo, durante a Expedição Transantártica Imperial liderada por Ernest Shackleton (1914-17).
No seu regresso a Inglaterra, Stenhouse apresentou-se ao serviço na Marinha Real sendo colocado como oficial-artilheiro no Q-ship PQ61.  Em 26 de Setembro de 1917, o navio entrou em combate com um U-Boot, afundando-o no mar da Irlanda. Este confronto fez Stenhouse receber a Cruz de Serviços Distintos (DSC) em 17 de Novembro. Após ser promovido a tenente, e de ter comandao o HMS Ianthe, juntou-se a Shackleton numa missão a Murmansk, para equipar e treinar o exército dos russos do Norte (anti-bolcheviques). Depois do Armistício de 1918, recebeu a Ordem de Serviços Distintos (DSO), e foi feito Oficial da Ordem do Império Britânico (OBE) em 1920.